# Rosa 'Pretty Jessica'
'Pretty Jessica' ('AUSjess' es el nombre del obtentor registrado) es un cultivar de rosa que fue conseguido en Reino Unido en 1983 por el rosalista británico David Austin.

## Descripción
'Pretty Jessica' es una rosa moderna cultivar del grupo «English Rose Collection».
El cultivar procede del cruce de 'Wife of Bath'® x planta de semillero.
Las formas arbustivas del cultivar tienen porte erguido que alcanza más de 75 a 120 cm de alto con 60 a 90 cm de ancho. Las hojas son de color verde oscuro mate de tamaño medio, follaje coriáceo.
Sus delicadas flores de color rosa profundo. Fuerte fragancia de mirra, fragancia de rosas antiguas. Flor con 85 pétalos. El diámetro medio de 3,5". Tamaño de flor mediano, dobles (67 a 75 pétalos), en pequeños grupos, en forma de taza, en cuartos, rosetón.
Florece de una forma prolífica, floración en oleadas durante la temporada. Para que florezca después de temporada es conveniente cortarles las flores secas.

## Origen
El cultivar fue desarrollado en Reino Unido por el prolífico rosalista británico David Austin en 1983. 'Pretty Jessica' es una rosa híbrida con ascendentes parentales de cruce de 'Wife of Bath'® x planta de semillero.
El obtentor fue registrado bajo el nombre cultivar de 'AUSjess' por David Austin en 1983 y se le dio el nombre comercial de exhibición 'Pretty Jessica'™.
También se le reconoce por el sinónimo de 'AUSjess'.
- La rosa fue conseguida antes de 1983 e introducida en el Reino Unido por David Austin Roses Limited (UK) en 1983 como 'Pretty Jessica'.[1]

## Cultivo
Aunque las plantas están generalmente libres de enfermedades, es posible que sufran de punto negro en climas más húmedos o en situaciones donde la circulación de aire es limitada.
Se desarrollan mejor a pleno sol. En América del Norte son capaces de ser cultivadas en USDA Hardiness Zones 5b a 10b. La resistencia y la popularidad de la variedad han visto generalizado su uso en cultivos en todo el mundo.
Puede ser utilizado para las flores cortadas, jardín o portador guía. Vigorosa, se utiliza como portador para otras rosas. En la poda de primavera es conveniente retirar las cañas viejas y madera muerta o enferma y recortar cañas que se cruzan. En climas más cálidos, recortar las cañas que quedan en alrededor de un tercio. En las zonas más frías, probablemente hay que podar un poco más que eso. Requiere protección contra la congelación de las heladas invernales.